# Planai

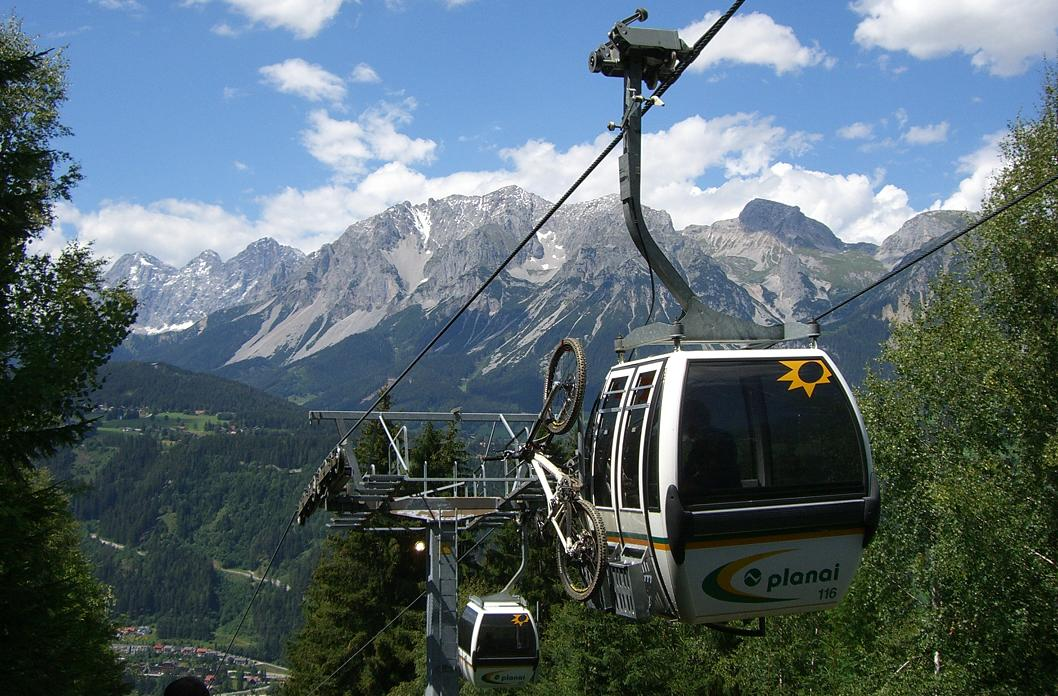
Telecabină în Planai

Planai este o zonă de schi amenajată în centrul Austriei, pe un munte din preajma localității Schladming din Stiria.
În luna februarie 2013 aici s-a desfășurat Campionatul Mondial de schi alpin al FIS.
Planai se află în mijlocul regiunii schiabile desfășurate pe versanții a patru munți lângă Schladming, însumând 124 kilometri de pârtii.